# Noémie Wolfs
Noémie Maria Alexis Ghislaine Wolfs (Scherpenheuvel, 20 oktober 1988) is een Belgische zangeres.

## Levensloop
Ze werd op 22-jarige leeftijd in het jaar 2010 de nieuwe zangeres van de groep Hooverphonic ter opvolging van Geike Arnaert. Ze werd uitgekozen uit ongeveer duizend kandidaten. Wolfs volgde een grafische opleiding. In haar jeugd luisterde ze vooral naar de platen van haar vader, zoals die van Fleetwood Mac en Bob Dylan. In 2011 kreeg ze de Radio 2 Zomerhit 2011 voor beste zangeres.
In maart 2015 stapte Wolfs uit Hooverphonic.
Ze tekende in de herfst van 2015 een platencontract bij Universal. Op 3 maart 2016 stelde Wolfs haar eerste solosingle Burning voor. In 2016 kwam debuutalbum Hunt You uit, in 2020 volgde Lonely Boy's Paradise.
In november 2023 volgt de langverwachte derde Wild At Heart, ditmaal uitgebracht via N.E.W.S. Records.
Wolfs heeft een relatie met Simon Casier, bassist van Balthazar.

## Discografie

### Albums
| Album met hitnotering(en) in de Vlaamse Ultratop 200 albums | Datum van verschijnen | Datum van binnenkomst | Hoogste positie | Aantal weken | Opmerkingen |
| ----------------------------------------------------------- | --------------------- | --------------------- | --------------- | ------------ | ----------- |
| Hunt you                                                    | 22-04-2016            | 30-04-2016            | 9               | 22           |             |
| Lonely boy's paradise                                       | 21-02-2020            | 29-02-2020            | 28              | 5            |             |
| Wild at heart                                               | 03-11-2023            | 11-11-2023            | 60              | 1            |             |

### Singles
| Single met hitnotering(en) in de Vlaamse Ultratop 50 | Datum van verschijnen | Datum van binnenkomst | Hoogste positie | Aantal weken | Opmerkingen |
| ---------------------------------------------------- | --------------------- | --------------------- | --------------- | ------------ | ----------- |
| Burning                                              | 04-03-2016            | 19-03-2016            | 16              | 12           |             |
| Lost in love                                         | 17-06-2016            | 09-07-2016            | tip19           |              |             |
| Trying to pretend                                    | 20-02-2017            | 04-03-2017            | tip48           |              |             |
| On the run                                           | 10-10-2019            | 19-10-2019            | tip4            |              |             |
| Wake me up                                           | 24-01-2020            | 01-02-2020            | tip5            |              |             |
| Love song                                            | 15-05-2020            | 23-05-2020            | tip3            |              |             |
| All night                                            | 07-08-2020            | 15-08-2020            | tip28           |              |             |
| Fed up                                               | 20-11-2020            | 28-11-2020            | tip17           |              |             |